# Malletia benthima
Malletia benthima – gatunek małża morskiego należącego do podgromady pierwoskrzelnych.
Występuje na głębokości 900 metrów.
Są rozdzielnopłciowe, bez zaznaczonych różnic płciowych w budowie muszli. Odżywiają się planktonem oraz detrytusem.
Występuje w Meksyku.